# Glössbo barnsanatorium
Glössbo barnsanatorium, Glössbo, Rengsjö socken, Bollnäs kommun var ett av flera ofullständigt dokumenterade mindre sanatorier i Gävleborgs län. Det 
drevs av Gefle stads förening mot tuberkulos och
hade verksamhet under sommarhalvåret från april till september.
I byggnaden hade det från 1890-talet varit en badanstalt som erbjöd varma och kalla bad av allehanda slag. Barnsanatoriet startade sin verksamhet där i början av 1900-talet. Efter snatorietiden användes byggnaden som alkoholistanstalt och senare som turistanläggning.
Wasti Dermé-Nordström och Dick Ruben van Dermé vistades vid sanatoriet som barn på 1930-talet. De  har båda skrivit om sina minen därifrån.